# Oakland Raiders 1965
La stagione 1965 degli Oakland Raiders è stata la sesta della franchigia nell'American Football League. La squadra che veniva da un record di 5–7–2, salì a 8–5–1, non sufficiente però ad ottenere la prima qualificazione ai playoff. Questa fu l'ultima annata di Al Davis come capo-allenatore, a causa della sua promozione come Commissioner della AFL nell'aprile 1966.
La stagione 1965 dei Raiders fu la prima di sedici consecutive con più vittorie che sconfitte per i Raiders. Fu anche degna di nota per il debutto del futuro membro della Hall of Fame Fred Biletnikoff. 

## Scelte nel Draft AFL 1965
| Scelte dei Raiders nel Draft 1965 |        |                   |       |             |
| Giro                              | Scelta | Giocatore         | Ruolo | College     |
| 1                                 | 3      | Harry Schuh       | T     | Memphis     |
| 2                                 | 11     | Fred Biletnikoff  | WR    | Florida St. |
| 3                                 | 19     | Bob Svihus        | T     | USC         |
| 4                                 | 27     | Gus Otto          | LB    | Missouri    |
| 9                                 | 67     | Rich Zecher       | DT    | Utah St.    |
| 10                                | 75     | Craig Morton      | QB    | California  |
| 11                                | 83     | Bill Minor        | LB    | Illinois    |
| 13                                | 99     | Wally Mahle       | DB    | Syracuse    |
| 14                                | 107    | Loren Hawley      | DB    | California  |
| 15                                | 115    | Bill Cronin       | TE    | Boston Col. |
| 16                                | 123    | Fred Hill         | TE    | USC         |
| 17                                | 131    | Garry Porterfield | DE    | Tulsa       |
| 18                                | 139    | John Dugan        | T     | Holy Cross  |
| 19                                | 147    | Frank McClendon   | T     | Alabama     |
| 20                                | 155    | Bo Scott          | RB    | Ohio St.    |

## Calendario
| Stagione regolare |                       |           |
| Turno             | Avversario            | Risultato |
| 1                 | Kansas City Chiefs    | V 37–10   |
| 2                 | San Diego Chargers    | S 17–6    |
| 3                 | Houston Oilers        | V 21–17   |
| 4                 | at Buffalo Bills      | S 17–12   |
| 5                 | at Boston Patriots    | V 24–10   |
| 6                 | at New York Jets      | P 24–24   |
| 7                 | Boston Patriots       | V 30–21   |
| 8                 | at Kansas City Chiefs | S 14–7    |
| 9                 | at Houston Oilers     | V 33–21   |
| 10                | Buffalo Bills         | S 17–14   |
| 11                | at Denver Broncos     | V 28–20   |
| 12                | Denver Broncos        | V 24–13   |
| 13                | New York Jets         | V 24–14   |
| 14                | at San Diego Chargers | S 24–14   |

## Classifiche
| AFL Western Division |   |    |   |      |       |     |     |     |
|                      | V | S  | P | %    | DIV   | PF  | PS  | STR |
| San Diego Chargers   | 9 | 2  | 3 | .818 | 4–1–1 | 340 | 227 | V3  |
| Oakland Raiders      | 8 | 5  | 1 | .615 | 3–3   | 298 | 239 | S1  |
| Kansas City Chiefs   | 7 | 5  | 2 | .583 | 4–1–1 | 322 | 285 | V1  |
| Denver Broncos       | 4 | 10 | 0 | .286 | 0–6   | 303 | 392 | S4  |

Nota: I pareggi non venivano conteggiati ai fini della classifica fino al 1972.